# Kalasatama (métro d'Helsinki)
Kalasatama (en finnois : Kalasatama et en suédois : Fiskehamnens) est une station de la section commune aux lignes M1 et M2 du métro d'Helsinki. Elle est située au 2 Hermannin rantatie, dans le quartier de Sörnäinen, à Helsinki en Finlande.
Mise en service en 2007, elle est, depuis 2017, desservie alternativement par les rames des lignes M1 et M2.

## Situation sur le réseau

Plan du métro.

Établie en aérien, Kalasatama est une station de passage de la section commune aux ligne M1 et M2 du métro d'Helsinki. Elle est située entre la station Sörnäinen, en direction du terminus ouest M2 Tapiola ou en direction du  terminus ouest M1 Matinkylä, et la station Kulosaari, en direction, de Mellunmäki terminus de la branche nord M2, et Vuosaari terminus de la branche est M1.
Elle dispose des deux voies de la ligne encadrées par deux quais latéraux.

## Histoire
La station Kalasatama  est mise en service le 1er janvier 2007, sur la ligne déjà en service ; elle est ajoutée entre les stations Sörnäinen et Kulosaari, pour desservir un nouveau quartier en construction.
Le hall est de la station et ses accès sont construits en 2008.

## Services aux voyageurs

### Accès et accueil
Située au no 1 de la Hermannin rantatie, elle dispose de quatre accès, dont trois au niveau 1 et un au niveau 2, au troisième étage du centre commercial Redi. Il y a deux halls de billetterie et contrôle, au niveau 1. Des escaliers mécaniques et des ascenseurs, pour l'accessibilité des personnes à la mobilité réduite, permettent les liaisons entre les différents niveaux et l'accès au niveau 3 des quais la station.

Installations
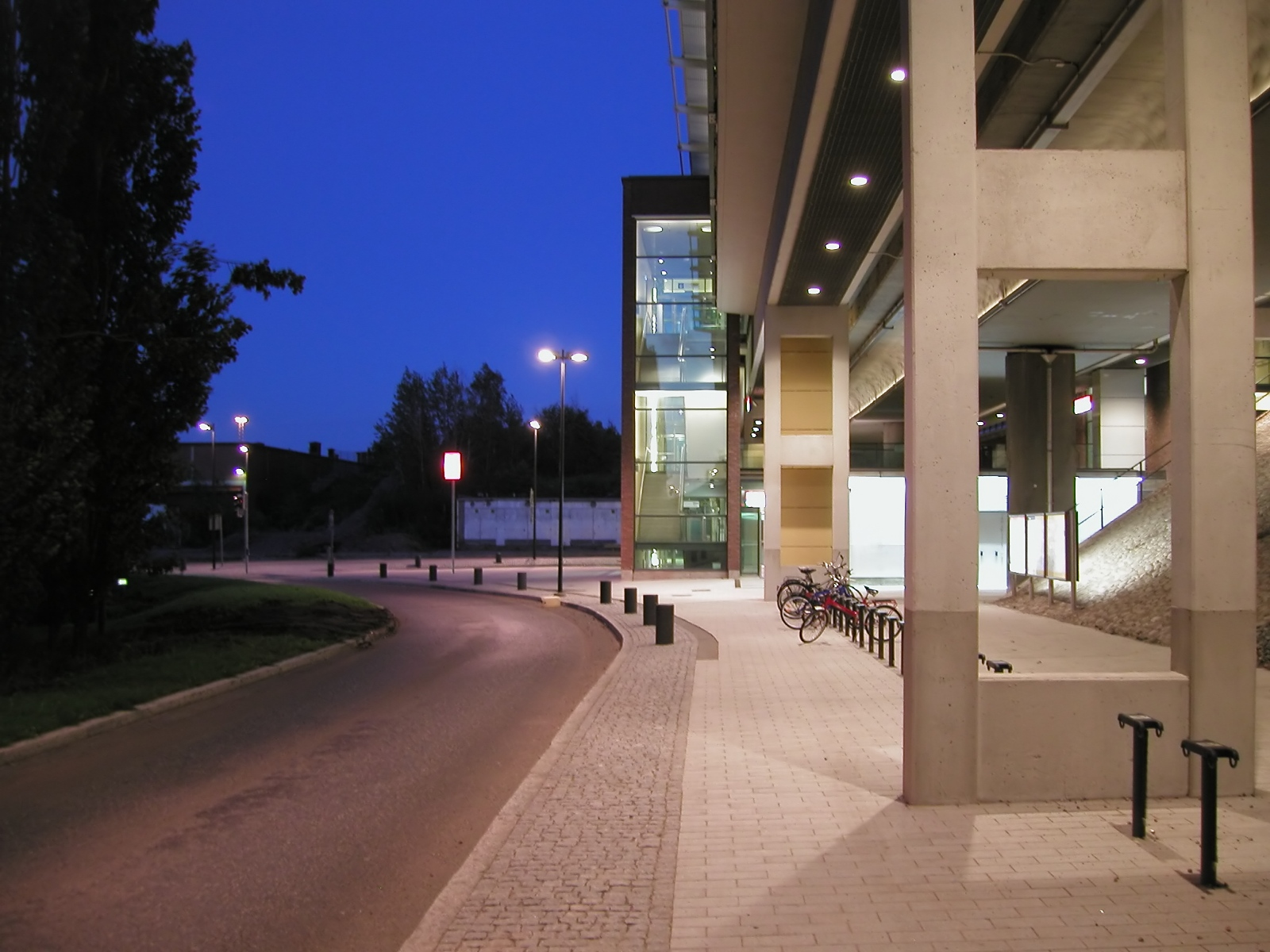
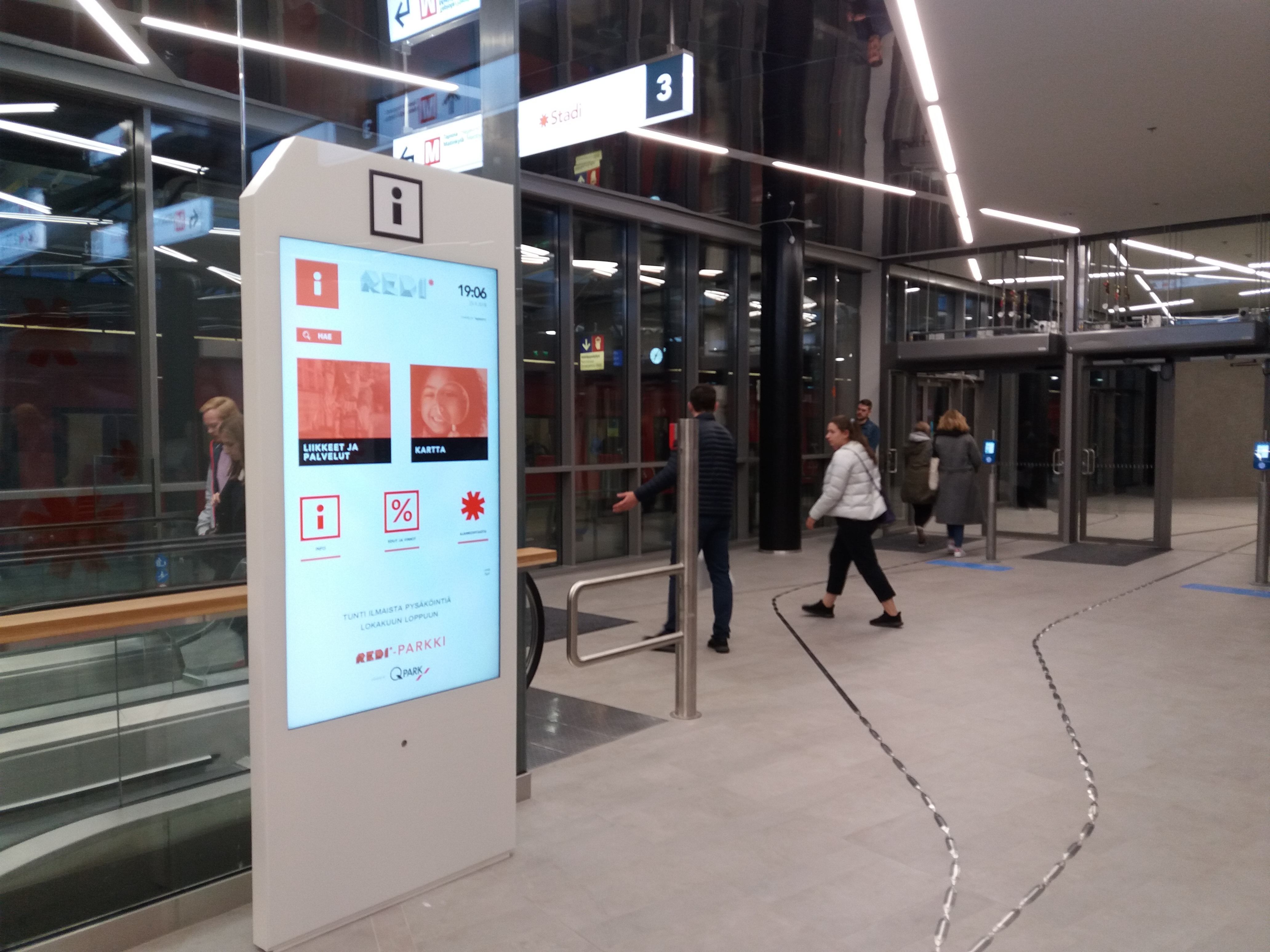

### Desserte
Kulosaari est desservie alternativement par les rames de la ligne M1 et de la ligne M2.

Installations et desserte
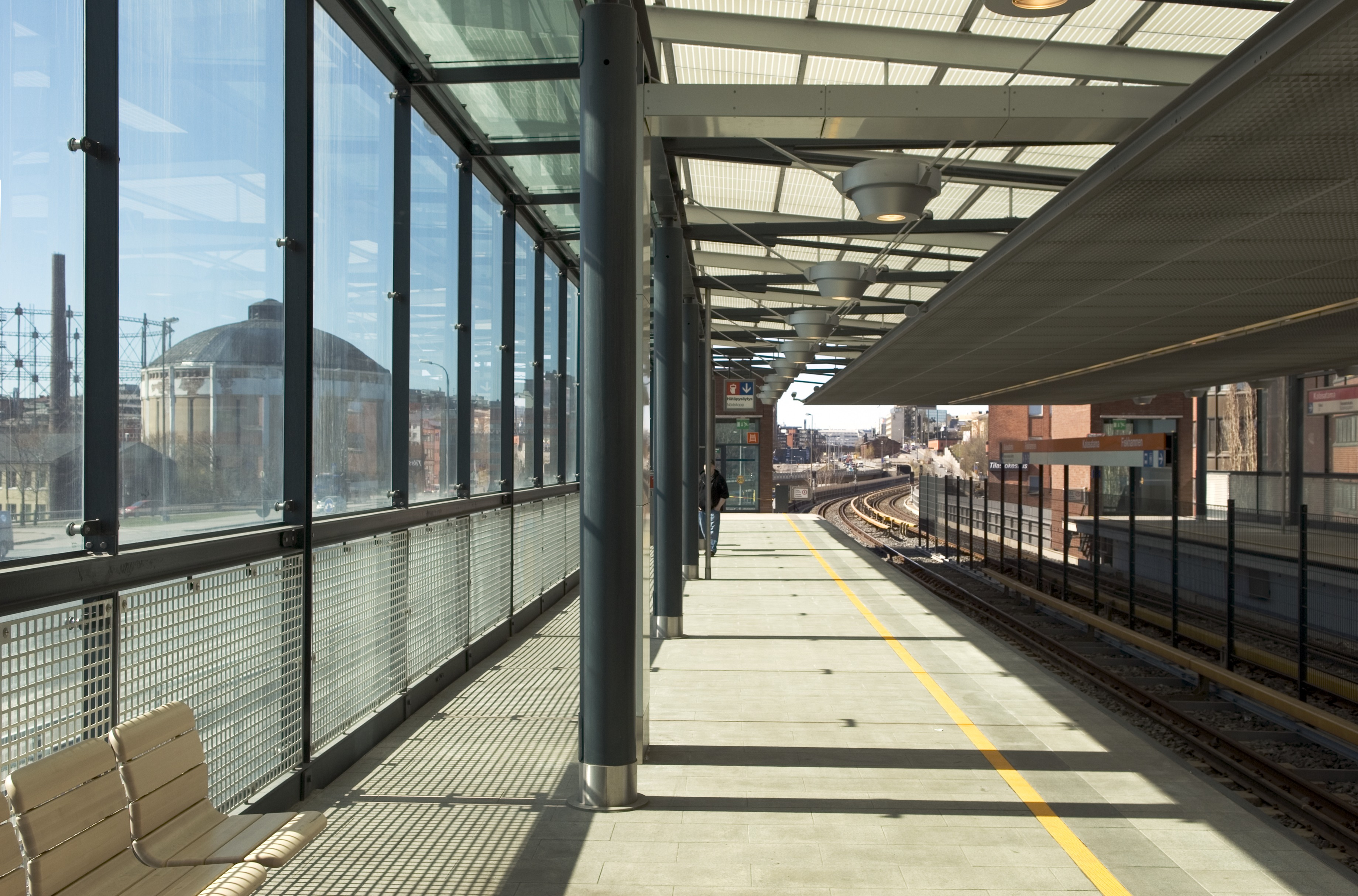
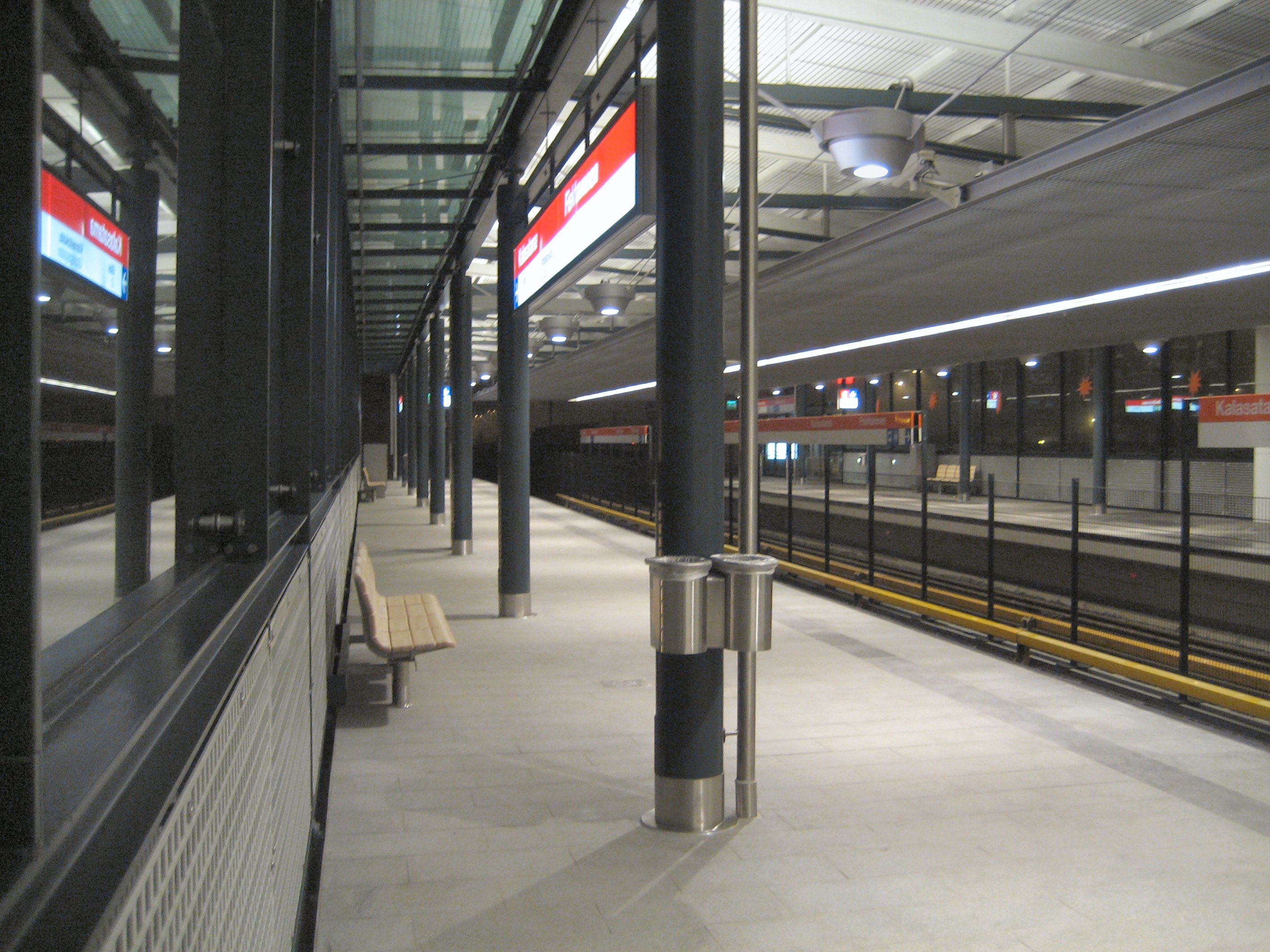
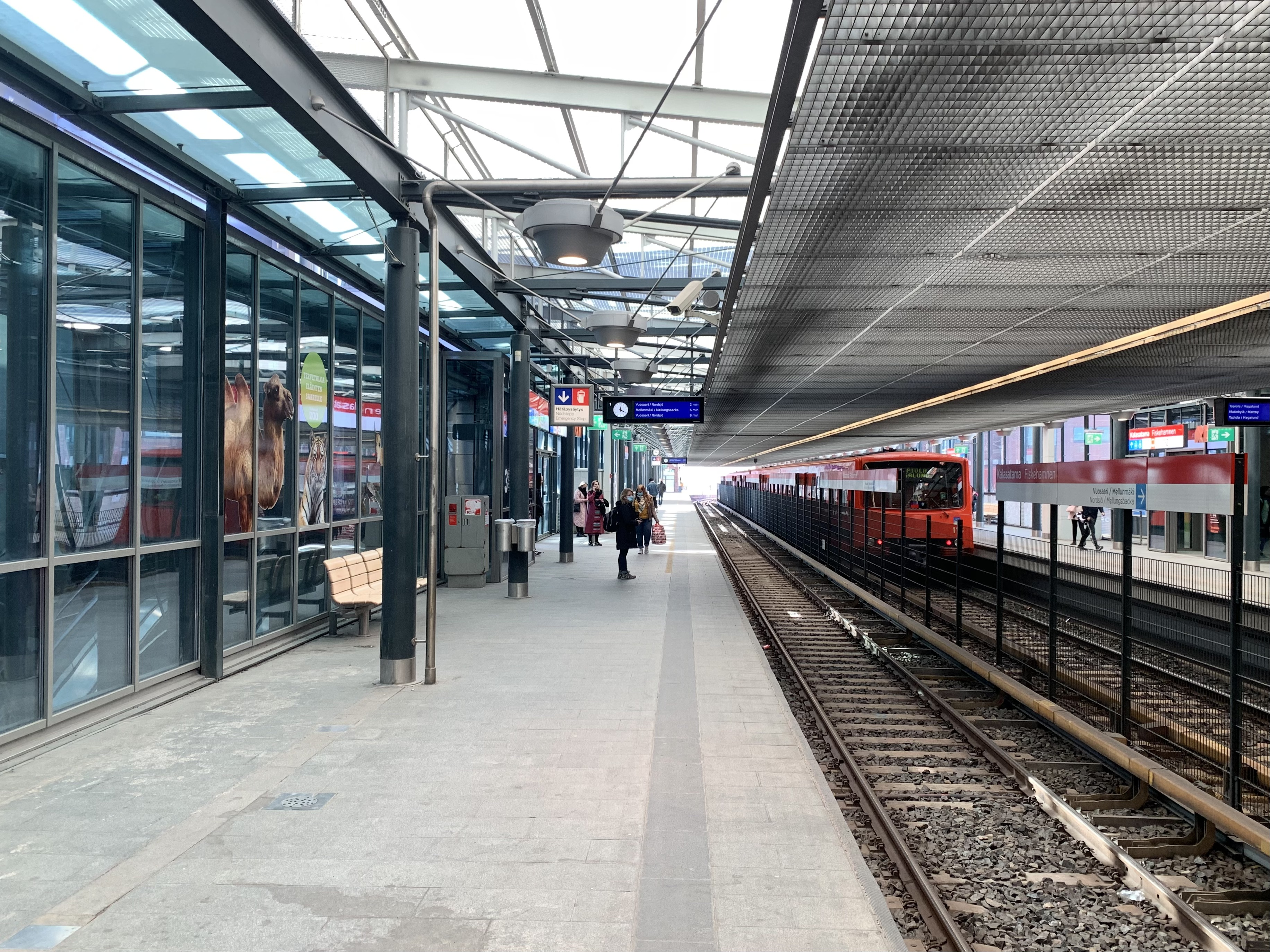

### Intermodalité
Elle dispose de parcs pour les vélos et de parkings pour les véhicules. Des arrêts de bus de la région d'Helsinki, situés à proximité, sont desservis par les lignes 16, 55, 56, 59, et 738 ainsi que les bus de nuit 85N, 86N, 87N, 90A, 90N, 92N, 94N, 95N, 97N et 841N et notamment par les lignes à haut niveau de service 500 et 510.

## À proximité
- Kalasatama (port de pêche)
- Centre commercial Redi